# Озон
Озон (от др.-греч. ὄζω — пахну) — аллотропная модификация кислорода, состоящая из трёхатомных молекул O3. При нормальных условиях — светло-голубой газ. При сжижении превращается в жидкость цвета индиго. В твёрдом виде представляет собой тёмно-синие, серые, практически чёрные кристаллы. Обладает высокой химической активностью. В высоких концентрациях токсичен. Запах — резкий специфический.

## Строение озона
Обе связи O—O в молекуле озона имеют одинаковую длину 1,278 Å. Угол между связями составляет 116,8°. Центральный атом кислорода sp²-гибридизован, имеет одну неподелённую пару электронов. Порядок каждой связи — 1,5, резонансные структуры — с локализованной одинарной связью с одним атомом и двойной — с другим, и наоборот. Молекула полярна, электрический дипольный момент — 0,5337 Д.

## История открытия
Впервые озон обнаружил в 1785 году голландский физик М. ван Марум по характерному запаху и окислительным свойствам, которые приобретает воздух после пропускания через него электрических искр, а также по способности действовать на ртуть при обыкновенной температуре, вследствие чего она теряет свой блеск и начинает прилипать к стеклу. Однако как новое вещество он описан не был, ван Марум считал, что образуется особая «электрическая материя».
Термин озон был предложен немецким химиком X. Ф. Шёнбейном в 1840 году за его пахучесть, вошёл в словари в конце XIX века. Многие источники именно ему отдают приоритет открытия озона в 1839 году. В 1840 году Шёнбейн показал способность озона вытеснять иод из иодида калия:
{\displaystyle {\mathsf {O_{3}+H_{2}O+2KI\rightarrow O_{2}+2KOH+I_{2}}}}
Эту реакцию используют для качественного определения озона с помощью фильтровальной бумаги, пропитанной смесью растворов крахмала и иодида калия (иодкрахмальной бумаги) — она в озоне синеет ввиду взаимодействия выделяющегося иода с крахмалом.
Факт уменьшения объёма газа при превращении кислорода в озон экспериментально доказали в 1860 году Эндрюс и Тэт при помощи стеклянной трубки с манометром, наполненной чистым кислородом, со впаянными в неё платиновыми проводниками для получения электрического разряда.

## Физические свойства
- Молекулярная масса — 48 а. е. м.
- Плотность газа при нормальных условиях 2,1445 г/дм³. Относительная плотность газа по кислороду 1,5; по воздуху 1,62 (1,658[8]).
- Плотность жидкости при −188 °C (85,2 К) составляет 1,59(7) г/см³[1].
- Плотность твёрдого озона при −195,7 °С (77,4 К) равна 1,73(2) г/см³[1].
- Температура кипения −111,8(3) °C (161,3 К)[1]. Жидкий озон — тёмно-фиолетового цвета.
- Температура плавления −197,2(2) °С (75,9 К). Приводимая иногда температура плавления −251,4 °C (21,7 К) ошибочна, так как при её определении не учитывалась большая способность озона к переохлаждению[9]. По другим сведениям[1] Tпл = −192,5(4) °С (80,6 К). В твёрдом состоянии — чёрного цвета с фиолетовым отблеском.
- Критическая температура −12,0 °С (261,1 К)[1].
- Критическое давление 51,6 атм[1].
- Коэффициент диффузии (при 300 К, 1 атм) 0,157 см²/с[1].
- Теплота плавления 2,1 кДж/моль[1].
- Теплота испарения при температуре кипения в различных источниках указывается от 11,17 до 15,19 кДж/моль[1]; при 90 К от 15,27 до 16,6 кДж/моль[1].
- Растворимость в воде при 0 °С — 0,394 кг/м³ (0,494 л/кг), она в 10 раз выше по сравнению с кислородом. Кажущаяся растворимость сильно зависит от чистоты воды, поскольку примеси катализируют распад озона.
- Жидкий озон смешивается во всех отношениях с жидкими аргоном, азотом, фтором, метаном, углекислотой, тетрахлоруглеродом. Смешивается с жидким кислородом во всех отношениях при температуре выше 93 К, ниже этой температуры раствор расслаивается на две фазы[1].
- Хорошо растворяется в фреонах, образуя стабильные растворы (используется для хранения и перевозки).
- Потенциал ионизации молекулы 12,52 эВ[1].
- В газообразном состоянии озон диамагнитен, в жидком — слабопарамагнитен.
- Запах — резкий, специфический «металлический» (по Менделееву — «запах раков»). При больших концентрациях напоминает запах хлора. Запах ощутим даже при разбавлении 1:100 000.

## Химические свойства
Образование озона проходит по обратимой реакции:
{\displaystyle {\mathsf {3O_{2}+68kcal/mol(285kJ/mol)\rightarrow 2O_{3}}}}
Молекула О3 неустойчива и при достаточных концентрациях в воздухе при нормальных условиях самопроизвольно за несколько десятков минут превращается в O2 с выделением тепла. Повышение температуры и понижение давления увеличивают скорость перехода в двухатомное состояние. При больших концентрациях переход может носить взрывной характер. Контакт озона даже с малыми количествами органических веществ, некоторых металлов или их окислов резко ускоряет превращение.
В присутствии небольших количеств азотной кислоты озон стабилизируется, а в герметичных сосудах из стекла, некоторых пластмасс или чистых металлов озон при низких температурах (−78 °С) практически не разлагается.
Озон — мощный окислитель, намного более реакционноспособный, чем двухатомный кислород. Окисляет почти все металлы (за исключением золота, платины и иридия) до их высших степеней окисления (после некоторого поверхностного окисления довольно хорошо противостоят действию озона Ni, Cu, Sn). Окисляет многие неметаллы. Продуктом реакции в основном является кислород.
{\displaystyle {\mathsf {2Cu^{2+}+2H_{3}O^{+}+O_{3}\rightarrow 2Cu^{3+}+3H_{2}O+O_{2}}}}
Озон повышает степень окисления оксидов:
{\displaystyle {\mathsf {NO+O_{3}\rightarrow NO_{2}+O_{2}}}}
Эта реакция сопровождается хемилюминесценцией. Диоксид азота может быть окислен до азотного ангидрида:
{\displaystyle {\mathsf {2NO_{2}+O_{3}\rightarrow N_{2}O_{5}+O_{2}}}}
Озон не реагирует с молекулярным азотом при комнатной температуре, но при 295°С вступает с ним в реакцию:
{\displaystyle {\mathsf {N_{2}+O_{3}\rightarrow N_{2}O+O_{2}}}}
Озон реагирует с углеродом при нормальной температуре с образованием диоксида углерода:
{\displaystyle {\mathsf {2C+2O_{3}\rightarrow 2CO_{2}+O_{2}}}}
Озон не реагирует с аммониевыми солями, но реагирует с аммиаком с образованием нитрата аммония:
{\displaystyle {\mathsf {2NH_{3}+4O_{3}\rightarrow NH_{4}NO_{3}+4O_{2}+H_{2}O}}}
Озон реагирует с водородом с образованием воды и кислорода:
{\displaystyle {\mathsf {O_{3}+H_{2}\rightarrow O_{2}+H_{2}O}}}
Озон реагирует с сульфидами с образованием сульфатов:
{\displaystyle {\mathsf {PbS+4O_{3}\rightarrow PbSO_{4}+4O_{2}}}}
С помощью озона можно получить серную кислоту как из элементарной серы, так и из диоксида серы и сероводорода:
{\displaystyle {\mathsf {S+H_{2}O+O_{3}\rightarrow H_{2}SO_{4}}}}
{\displaystyle {\mathsf {3SO_{2}+3H_{2}O+O_{3}\rightarrow 3H_{2}SO_{4}}}}
В газовой фазе озон взаимодействует с сероводородом с образованием диоксида серы:
{\displaystyle {\mathsf {H_{2}S+O_{3}\rightarrow SO_{2}+H_{2}O}}}
В водном растворе проходят две конкурирующие реакции с сероводородом, одна с образованием элементарной серы, другая с образованием серной кислоты:
{\displaystyle {\mathsf {H_{2}S+O_{3}\rightarrow S+O_{2}+H_{2}O}}}
{\displaystyle {\mathsf {3H_{2}S+4O_{3}\rightarrow 3H_{2}SO_{4}}}}
Все три атома кислорода в озоне могут реагировать по отдельности в реакции хлорида олова с соляной кислотой и озоном:
{\displaystyle {\mathsf {3SnCl_{2}+6HCl+O_{3}\rightarrow 3SnCl_{4}+3H_{2}O}}}
Обработкой озоном раствора иода в холодной безводной хлорной кислоте может быть получен перхлорат иода(III):
{\displaystyle {\mathsf {I_{2}+6HClO_{4}+O_{3}\rightarrow 2I(ClO_{4})_{3}+3H_{2}O}}}
Твёрдый перхлорат нитрония может быть получен реакцией газообразных NO2, ClO2 и O3:
{\displaystyle {\mathsf {2NO_{2}+2ClO_{2}+2O_{3}\rightarrow 2NO_{2}ClO_{4}+O_{2}}}}
Озон может участвовать в реакциях горения, при этом температуры горения выше, чем с двухатомным кислородом:
{\displaystyle {\mathsf {3C_{4}N_{2}+4O_{3}\rightarrow 12CO+3N_{2}}}}
Озон может вступать в химические реакции и при низких температурах. При 77 K (−196 °C, температура кипения жидкого азота), атомарный водород взаимодействует с озоном с образованием гидропероксидного радикала с димеризацией последнего:
{\displaystyle {\mathsf {H+O_{3}\rightarrow HO_{2}\cdot +O}}}
{\displaystyle {\mathsf {2HO_{2}\cdot \rightarrow H_{2}O_{2}+O_{2}}}}
Озон может образовывать неорганические озониды, содержащие анион O3−. Эти соединения взрывоопасны и могут храниться только при низких температурах. Известны озониды всех щелочных металлов (кроме франция). KO3, RbO3 и CsO3 могут быть получены из соответствующих супероксидов:
{\displaystyle {\mathsf {KO_{2}+O_{3}\rightarrow KO_{3}+O_{2}}}}
Озонид калия может быть получен и другим путём из гидроксида калия:
{\displaystyle {\mathsf {2KOH+5O_{3}\rightarrow 2KO_{3}+5O_{2}+H_{2}O}}}
NaO3 и LiO3 могут быть получены действием CsO3 в жидком аммиаке NH3 на ионообменные смолы, содержащие ионы Na+ или Li+:
{\displaystyle {\mathsf {CsO_{3}+Na^{+}\rightarrow Cs^{+}+NaO_{3}}}}
Обработка озоном раствора кальция в аммиаке приводит к образованию озонида аммония, а не кальция:
{\displaystyle {\mathsf {3Ca+10NH_{3}+7O_{3}\rightarrow Ca\cdot 6NH_{3}+Ca(OH)_{2}+Ca(NO_{3})_{2}+2NH_{4}O_{3}+3O_{2}+2H_{2}O}}}
Озон может быть использован для удаления железа и марганца из воды с образованием осадка (соответственно гидроксида железа(III) и диоксигидрата марганца), который может быть отделён фильтрованием:
{\displaystyle {\mathsf {2Fe^{2+}+O_{3}+5H_{2}O\rightarrow 2Fe(OH)_{3}\downarrow +O_{2}+4H^{+}}}}
{\displaystyle {\mathsf {2Mn^{2+}+2O_{3}+4H_{2}O\rightarrow 2MnO(OH)_{2}\downarrow +2O_{2}+4H^{+}}}}
В кислых средах окисление марганца может идти до перманганата.
Озон превращает токсичные цианиды в менее опасные цианаты:
{\displaystyle {\mathsf {CN^{-}+O_{3}\rightarrow CNO^{-}+O_{2}}}}
Озон может полностью разлагать мочевину :
{\displaystyle {\mathsf {(NH_{2})_{2}CO+O_{3}\rightarrow N_{2}+CO_{2}+2H_{2}O}}}
Взаимодействие озона с органическими соединениями с активированным или третичным атомом углерода при низких температурах приводит к соответствующим гидротриоксидам. Реакция озона с непредельными соединениями с образованием органических озонидов находит применение в анализе органических веществ.

## Получение озона
Озон образуется во многих процессах, сопровождающихся выделением атомарного кислорода, например при разложении перекисей, окислении фосфора и т. п.
В промышленности его получают из воздуха или кислорода в озонаторах действием электрического разряда. Сжижается O3 легче, чем O2, и потому их несложно разделить. Озон для озонотерапии в медицине получают только из чистого кислорода. При облучении воздуха жёстким ультрафиолетовым излучением образуется озон. Тот же процесс протекает в верхних слоях атмосферы, где под действием солнечного излучения образуется и поддерживается озоновый слой.
В лаборатории озон можно получить взаимодействием охлаждённой концентрированной серной кислоты с пероксидом бария:
{\displaystyle {\mathsf {3H_{2}SO_{4}+3BaO_{2}\rightarrow 3BaSO_{4}+O_{3}+3H_{2}O}}}

## Токсичность
В умеренных концентрациях озон не токсичен. Однако высокая окисляющая способность озона и образование во многих реакциях с его участием свободных радикалов кислорода определяют его токсичность (в больших концентрациях). Чрезмерное воздействие озона на организм может приводить к преждевременной смерти.
Наиболее опасно воздействие высоких концентраций озона в воздухе:
- на органы дыхания прямым раздражением;

Озон в Российской Федерации отнесён к первому, самому высокому классу опасности вредных веществ. Нормативы по озону:
- максимальная разовая предельно допустимая концентрация (ПДК м.р.) в атмосферном воздухе населённых мест 0,16 мг/м³[17];
- среднесуточная предельно допустимая концентрация (ПДК с.с.) в атмосферном воздухе населённых мест 0,03 мг/м³[17];
- предельно допустимая концентрация (ПДК) в воздухе рабочей зоны 0,1 мг/м³;
- минимальная смертельная концентрация (LD50) — 4,8 ppm[источник не указан 246 дней].

Порог человеческого обоняния приближённо равен 0,01 мг/м³.
Озон эффективно уничтожает плесень, бактерии и вирусы.

## Применение озона
Применение озона обусловлено его свойствами:
- сильного окисляющего реагента:
  - для стерилизации изделий медицинского назначения;
  - при получении многих веществ в лабораторной и промышленной практике;
  - для отбеливания бумаги;
  - для очистки масел.
- сильного дезинфицирующего средства:
  - для очистки воды и воздуха от микроорганизмов (озонирование);
  - для дезинфекции помещений и одежды;
  - для озонирования растворов, применяемых в медицине (как для внутривенного, так и для контактного применения).

Существенными достоинствами озонирования, по сравнению с хлорированием, является отсутствие токсинов (кроме формальдегида) в обработанной воде (тогда как при хлорировании возможно образование существенного количества хлорорганических соединений, многие из которых токсичны, например, диоксин) и лучшая, по сравнению с кислородом, растворимость в воде.
По заявлениям озонотерапевтов, здоровье человека значительно улучшается при лечении озоном (наружно, перорально, внутривенно и экстракорпорально), однако ни одно объективное клиническое исследование не подтвердило сколько-нибудь выраженный терапевтический эффект. Более того, при использовании озона в качестве лекарственного средства (особенно при непосредственном воздействии на кровь пациента) доказанный риск канцерогенного и токсического воздействия перевешивает любые теоретически возможные положительные эффекты, поэтому практически во всех развитых странах озонотерапия не признаётся лекарственным методом, а её применение в частных клиниках возможно исключительно с информированного согласия пациента.
В XXI веке многие фирмы начали выпуск так называемых бытовых озонаторов, предназначенных также для дезинфекции помещений (подвалов, комнат после вирусных заболеваний, складов, заражённых бактериями и грибками вещей), зачастую умалчивая о мерах предосторожности, необходимых при применении данной техники.

### Применение жидкого озона
Давно рассматривается применение озона в качестве высокоэнергетического и вместе с тем экологически чистого окислителя в ракетной технике. Общая химическая энергия, освобождающаяся при реакции сгорания с участием озона, больше, чем для простого кислорода, примерно на одну четверть (719 ккал/кг). Больше будет, соответственно, и удельный импульс. У жидкого озона большая плотность, чем у жидкого кислорода (1,35 и 1,14 г/см³ соответственно), а его температура кипения выше (−112 °C и −183 °C соответственно), поэтому в этом отношении преимущество в качестве окислителя в ракетной технике больше у жидкого озона. Однако препятствием является химическая неустойчивость и взрывоопасность жидкого озона с разложением его на O и O2, при котором возникает движущаяся со скоростью около 2 км/с детонационная волна и развивается разрушающее детонационное давление более 3·107 дин/см² (3 МПа), что делает применение жидкого озона невозможным при нынешнем уровне техники, за исключением использования устойчивых кислород-озоновых смесей (до 24 % озона). Преимуществом подобной смеси также является больший удельный импульс (УИ) для водородных двигателей, по сравнению с озон-водородными. На сегодняшний день такие высокоэффективные двигатели, как РД-170, РД-180, РД-191, а также разгонные вакуумные двигатели вышли по УИ на близкие к предельным параметры, и для повышения удельного импульса необходимо найти возможность перейти на новые виды топлива.
Жидкий озон при низких температурах (в жидком азоте) также иногда применяется в органическом синтезе для мягкого разрыва двойной углерод-углеродной связи.

## Озон в атмосфере
Атмосферный (стратосферный) озон является продуктом воздействия солнечного излучения на атмосферный (О2) кислород. Однако тропосферный озон является загрязнителем, который может угрожать здоровью людей и животных, а также повреждает растения.
Считается, что молнии Кататумбо являются крупнейшим одиночным генератором тропосферного озона на Земле.
При взаимодействии солнечных лучей с диоксидом азота и углеводородами, попадающими в атмосферу из выхлопных газов автомобилей, образуется фотохимический смог. Диоксид азота под действием ультрафиолетового излучения солнца распадается, образуя оксид азота и атомарный кислород. Фотохимические смоги впервые были обнаружены в 1940-х годах в Лос-Анджелесе. Они приводят к раздражению слизистых оболочек глаз и носоглотки у людей, а также гибели растительности и порче резиновых изделий.